# Стефан Карчев
Стефан Янчов (Янчев) Пейчев, приел по-късно името Стефан Георгиев Карчев, е български просветен деец, дарител и революционер, участник от Кресненско-Разложкото въстание.

## Биография
Роден е на 25 април 1850 година в село Кресна, тогава в Османската империя. Учи в Сенокос (1869 -1870), Мелник и Солун. Връща се в Кресна и от 1875 до 1878 работи като учител. При избухването на Кресненско-Разложкото въстание е секретар на главния войвода Стоян Карастоилов.
След разгрома на въстанието под името Стефан Карчев, бяга в Свободна България, където учителства. През 1879 – 1880 година преподава в село Рила, а по-късно се установява във Ветрен, където също работи като учител. Председател е на ветренското читалище и събира фолклорни материали. Като учител в с. Славовица преподава и на Александър Стамболийски, с когото поддържа добри отношения до убийството му. Основател е на Археологическия музей в Сандански. Дарява имот в родното си село за издигане на обществена сграда и сега читалището там носи името му. Дарява библиотеката си на Ветрен. Оставя спомени за въстанието и истории на Кресна и Ветрен.
- Карчев като млад
- Карчев на стари години